# Орден Клемента Готвальда
Орден Клемента Готвальда — высший орден Чехословацкой Социалистической Республики.

## История
Учрежден в 1953 году как «Орден строительства социалистической Родины», в феврале 1955 года переименован в орден Клемента Готвальда.

## Статут
Награждение производилось за выдающиеся успехи в деле построения социализма в Чехословакии. Награждались как отдельные лица, так и трудовые коллективы.
Орден вручался также лицам, удостоенным почётного звания Героя Чехословацкой Республики или Героя Социалистического Труда Чехословацкой Республики.
Носился на левой стороне груди.

## Описание знака
Орден представляет собой золотую пятиконечную звезду красной эмали с золотыми шариками на концах лучей. В центре в золотом медальоне изображение профиля Клемента Готвальда. При помощи ушка и кольца знак ордена крепится к золотому звену в виде венка из липовых листьев с бриллиантовым камнем. Верх звена — золотая пластина с надписью «ČSSR». Звено крепится к нагрудной колодке, обтянутой шёлковой муаровой лентой красного цвета с тёмно-красной полосой по середине.

## Иллюстрации

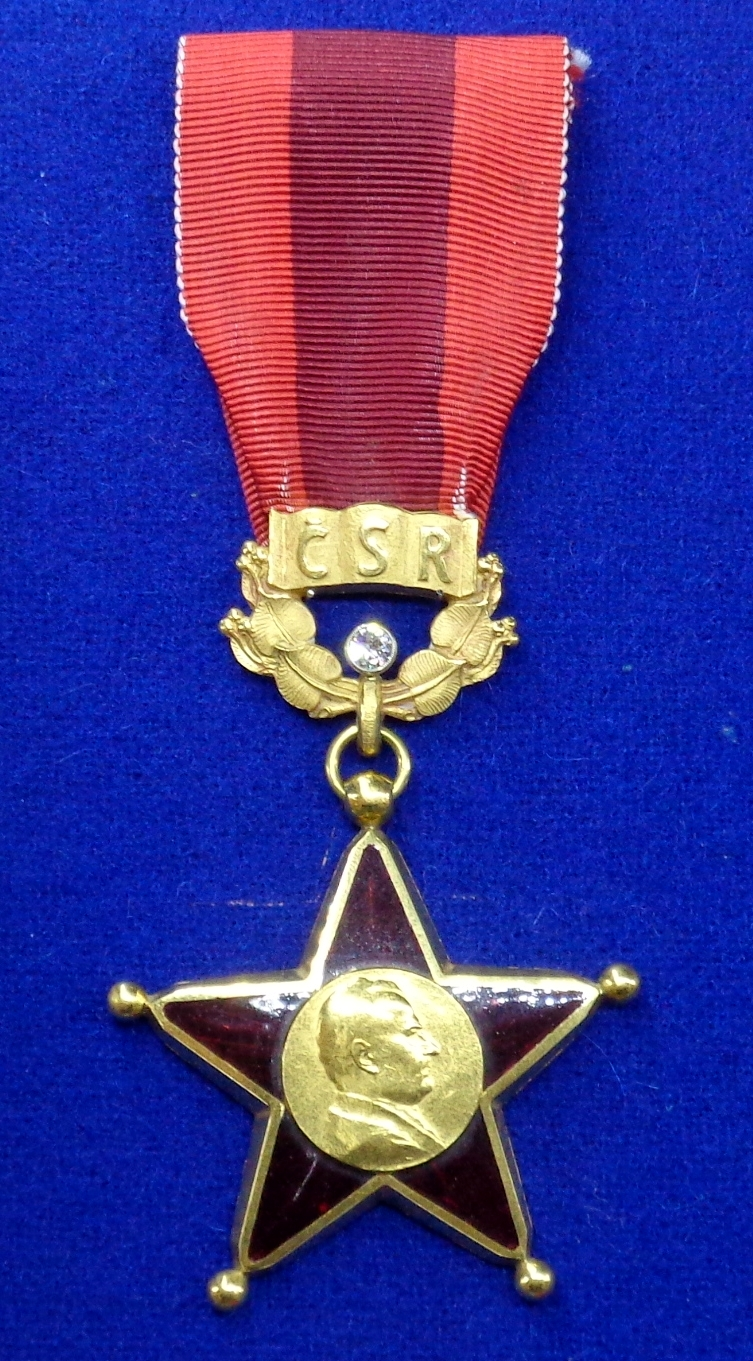
Знак ордена, аверс
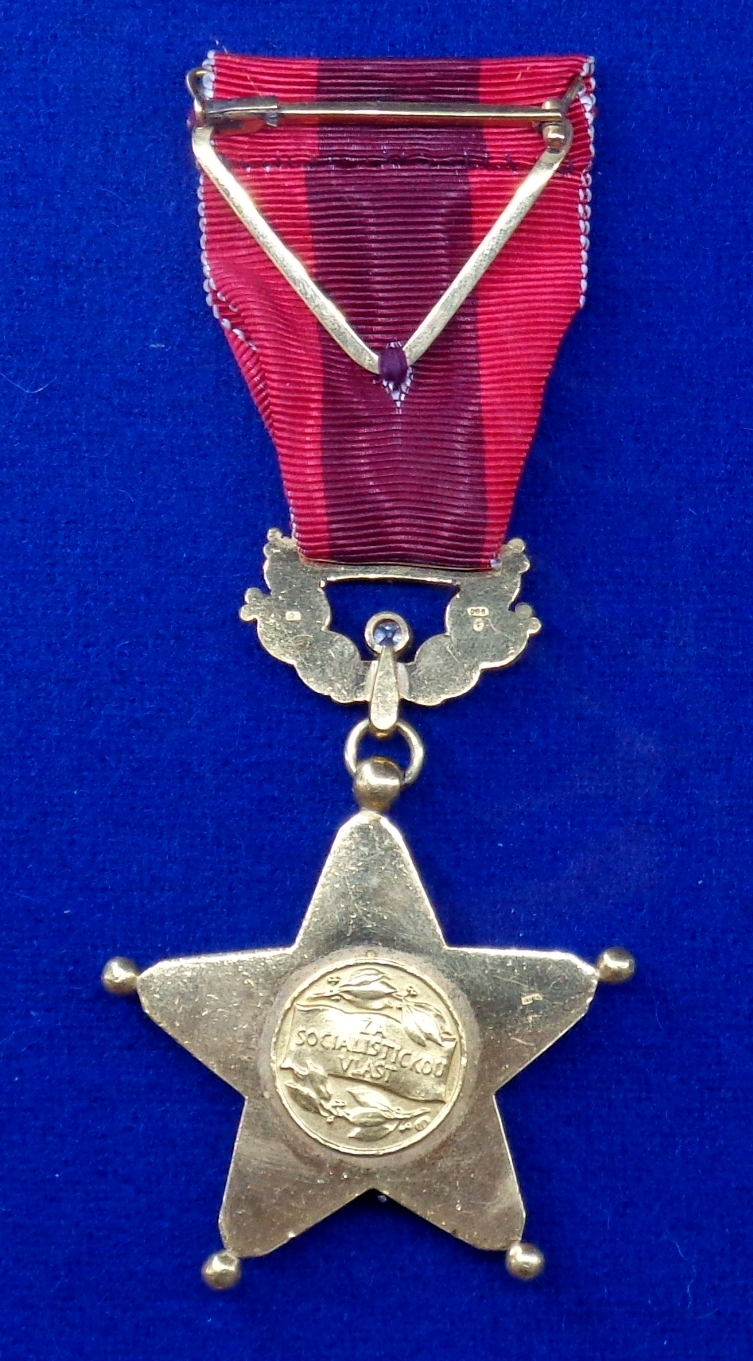
Знак ордена, реверс